# زرشک خوشه‌ای
زرشک خوشه‌ای (نام علمی: Berberis aggregata) نام یک گونه از سرده زرشک است.